# Up with People
Up with People, som startades 1965, är en amerikansk ungdomsorganisation som ger ungdomar i åldern 17-29 år möjlighet att resa 6-12 månader runt om i världen. Up with People är en non-profit, icke-religiös och opolitisk organisation. Syftet är att utbilda och skapa förståelse för olika kulturer runt om i världen. Ungdomarna gör volontärarbete och bor i värdfamiljer i varje stad gruppen besöker. Up with People uppträder med en musikalisk familjeshow som speglar den värld vi lever i. Showen, som består av både musik, sång och dans innehåller både egenskrivet material såväl som musik från olika årtionden och olika länder.  Denna show bygger på ett tema om lika värde mellan människor. Varje grupp innehåller 70-100 studenter från cirka 20-25 länder som turnerar i flera länder under en längre period.
Up with People har idag samarbeten med flera amerikanska universitet och colleges som gör att men kan erhålla collegebetyg när man reser med Up with People.
Up with People har över 22.000 alumni från över 60 länder i världen.
Organisationen lade ned sin verksamhet 2000 och återupptog den 2004.

## Kända medlemmar
- Glenn Close deltog i tonåren i framträdanden av Up with People under 1960-talet.[1]